# Partido judicial de Berja
El partido judicial de Berja es el partido judicial n.º2 de la provincia  Almería  y uno de los ocho partidos en los que se divide la provincia de Almería, en España.

## Ámbito geográfico
El ámbito territorial, que viene regulado por el Real Decreto 529/1983, de 9 de marzo, comprende los municipios:
- Adra
- Alcolea
- Balanegra
- Bayárcal
- Berja
- Dalías
- Fondón
- Laujar de Andarax
- Paterna del Río